# براتسك
براتسك (بالروسية: Братск) هي إحدى مدن روسيا في الكيان الفدرالي الروسي إركوتسك أوبلاست.

## المناخ
يظهر الجدول التالي التغييرات المناخية على مدار السنة لبراتسك:
| البيانات المناخية لـبراتسك                        | البيانات المناخية لـبراتسك | البيانات المناخية لـبراتسك | البيانات المناخية لـبراتسك | البيانات المناخية لـبراتسك | البيانات المناخية لـبراتسك | البيانات المناخية لـبراتسك | البيانات المناخية لـبراتسك | البيانات المناخية لـبراتسك | البيانات المناخية لـبراتسك | البيانات المناخية لـبراتسك | البيانات المناخية لـبراتسك | البيانات المناخية لـبراتسك | البيانات المناخية لـبراتسك |
| الشهر                                             | يناير                      | فبراير                     | مارس                       | أبريل                      | مايو                       | يونيو                      | يوليو                      | أغسطس                      | سبتمبر                     | أكتوبر                     | نوفمبر                     | ديسمبر                     | المعدل السنوي              |
| ------------------------------------------------- | -------------------------- | -------------------------- | -------------------------- | -------------------------- | -------------------------- | -------------------------- | -------------------------- | -------------------------- | -------------------------- | -------------------------- | -------------------------- | -------------------------- | -------------------------- |
| الدرجة القصوى °م (°ف)                             | 3.8 (38.8)                 | 7.4 (45.3)                 | 14.9 (58.8)                | 22.8 (73.0)                | 34.2 (93.6)                | 36.1 (97.0)                | 35.2 (95.4)                | 32.5 (90.5)                | 27.5 (81.5)                | 23.2 (73.8)                | 12.0 (53.6)                | 6.6 (43.9)                 | 36.1 (97.0)                |
| متوسط درجة الحرارة الكبرى °م (°ف)                 | −15.7 (3.7)                | −11.3 (11.7)               | −2.8 (27.0)                | 5.3 (41.5)                 | 14.0 (57.2)                | 20.2 (68.4)                | 23.8 (74.8)                | 20.9 (69.6)                | 13.2 (55.8)                | 4.3 (39.7)                 | −5.4 (22.3)                | −12.9 (8.8)                | 4.5 (40.0)                 |
| المتوسط اليومي °م (°ف)                            | −19.6 (−3.3)               | −16.3 (2.7)                | −8.5 (16.7)                | 0.3 (32.5)                 | 8.2 (46.8)                 | 14.6 (58.3)                | 18.6 (65.5)                | 15.9 (60.6)                | 8.9 (48.0)                 | 1.0 (33.8)                 | −8.8 (16.2)                | −16.6 (2.1)                | −0.2 (31.7)                |
| متوسط درجة الحرارة الصغرى °م (°ف)                 | −23.4 (−10.1)              | −21.2 (−6.2)               | −14.1 (6.6)                | −4.8 (23.4)                | 2.4 (36.3)                 | 8.9 (48.0)                 | 13.3 (55.9)                | 10.9 (51.6)                | 4.5 (40.1)                 | −2.4 (27.7)                | −12.1 (10.2)               | −20.2 (−4.4)               | −4.8 (23.3)                |
| أدنى درجة حرارة °م (°ف)                           | −57.6 (−71.7)              | −49.8 (−57.6)              | −44.1 (−47.4)              | −35 (−31)                  | −14.1 (6.6)                | −5.4 (22.3)                | −1.4 (29.5)                | −2.8 (27.0)                | −8.1 (17.4)                | −33.4 (−28.1)              | −46.6 (−51.9)              | −51.2 (−60.2)              | −57.6 (−71.7)              |
| الهطول مم (إنش)                                   | 15.4 (0.61)                | 11.6 (0.46)                | 12.3 (0.48)                | 16.2 (0.64)                | 33.5 (1.32)                | 50.7 (2.00)                | 58.3 (2.30)                | 66.4 (2.61)                | 39.1 (1.54)                | 25.4 (1.00)                | 24.9 (0.98)                | 19.1 (0.75)                | 372.9 (14.69)              |
| متوسط أيام هطول الأمطار (≥ 0.1 mm)                | 5.2                        | 3.9                        | 4.2                        | 4.8                        | 7.7                        | 8.3                        | 8.3                        | 9.2                        | 7.7                        | 8.1                        | 8.3                        | 6.7                        | 82.4                       |
| متوسط الرطوبة النسبية (%)                         | 82.4                       | 81.6                       | 72.1                       | 64.8                       | 63.8                       | 67.7                       | 69.4                       | 75.5                       | 71.5                       | 75.8                       | 81.7                       | 84.2                       | 74.2                       |
| ساعات سطوع الشمس الشهرية                          | 79.1                       | 114.8                      | 192.2                      | 243.0                      | 258.9                      | 264.0                      | 306.9                      | 237.2                      | 153.0                      | 108.5                      | 77.0                       | 52.7                       | 2٬087٫3                    |
| المصدر #1: Météo climat stats Météo Climat        |                            |                            |                            |                            |                            |                            |                            |                            |                            |                            |                            |                            |                            |
| المصدر #2: climatebase.ru (humidity and sunshine) |                            |                            |                            |                            |                            |                            |                            |                            |                            |                            |                            |                            |                            |

## توأمة
لبراتسك اتفاقيات توأمة مع كل من:
- أومسك [11]
- ناناو (1970 - )[12]
- زيبو [13]

## أعلام
- إيفان تيمنيكوف
- دميتري شودينوف
- ألكسندرا روديونوفا
- رومان بوجاييف
- أنطون كوزلوف